# Lectura (informática)
La lectura es un proceso que realizan los ordenadores para acceder a datos de una fuente y situarlos en su memoria volátil para procesarlos. Las fuentes de las que los ordenadores pueden leer datos son muy variadas: discos duros, discos flexibles, Internet, entradas de audio y vídeo a través de puertos informáticos, etc.
La acción de leer una unidad de información (por ejemplo, un byte) se denomina ciclo de lectura. El circuito eléctrico que transforma los cambios físicos en el flujo magnético en bits abstractos es el canal de lectura. Los errores de lectura se producen cuando el componente físico del proceso falla por algún motivo (polvo, rayaduras...).
- Datos: Q3385001